# Škoda 28T
Škoda 28T (obchodní název ForCity Classic) je tramvaj vyráběná společností Škoda Transportation. Dodána byla do tureckého města Konya.

## Konstrukce
Škoda 28T je odvozená verze typu 26T pro tramvajovou dopravu v maďarském Miskolci. Ve variantě pro Konyu se jedná o stoprocentně nízkopodlažní, pětičlánkovou obousměrnou tramvaj se třemi pevnými podvozky, z nichž oba krajní jsou hnací, střední je běžný. Každá náprava hnacích podvozků má motor o výkonu 100 kW. Vstup cestujících zajišťují na každé straně vozidla šestery dveře, v krajních článcích dvoje jednokřídlé, v obou nesených článcích po dvou dvoukřídlých. Design tramvaje navrhla mladoboleslavská firma Aufeer Design. Barevné řešení si z osmi předložených variant vybírali přímo občané města (mohli hlasovat jak na ulici, tak na internetu), vítězem se stala verze s motivy islámské architektury a tančícími derviši.
Tramvaje mohou být spojené do dvojic, jsou vybaveny automatickými spřáhly. Tramvaj je konstruována jako lehké metro, má vyšší pevnost a je konstruována pro provoz v podzemí (v Konye bude projíždět 4,5 km dlouhým tunelem), například jsou použity materiály splňující vyšší protipožární bezpečnost.
Maximální kapacita vozu při obsazenosti 8 osob/m² je 364 cestujících. Vozy jsou vybaveny Wi-Fi připojením a výkonnější klimatizací kabiny řidiče i prostoru pro cestující.

## Dodávky tramvají
Na začátku roku 2013 uspěla Škoda Transportation s typem 28T ve výběrovém řízení, do něhož se přihlásilo pět firem a podle něhož měla dodat do Konyi 60 tramvají 28T za více než 2,6 miliardy korun.
Dne 29. října 2013 byla první tramvaj tohoto typu (později č. 4201) představena přímo ve Konye. Byla připravena ke zkouškám, které následně proběhly na tamní tramvajové síti. Druhý vůz č. 4202 byl do Konyi dodán v prosinci 2013, dne 18. února 2014 byl s oběma vozy zahájen běžný provoz s cestujícími. Do konce roku 2014 bylo do Konyi dodáno celkem 50 tramvají, zbylých deset z původního kontraktu je následovalo začátkem roku 2015.
V květnu 2014 podalo město Konya objednávku na dalších 12 tramvají, které disponují přídavným bateriovým pohonem pro provoz na úseku bez trakčního vedení (typ 28T2). Tyto tramvaje jsou vybaveny nano-lithio-titanovými bateriemi umístěnými na střeše vozidla, jejich nabíjení bude realizováno pomocí pantografu. Na jedno nabití činí běžný dojezd tramvaje až 3 km, při zkouškách vůz zvládl i téměř 20 km, přičemž délka úseku bez trolejového vedení je 1,8 km. Celková objednávka pro Konyu se tak vyšplhala na 72 tramvají v celkové hodnotě 3,4 miliardy Kč. Vůz budoucího čísla 4263 absolvoval v květnu a červnu 2015 zkušební jízdy v Plzni, kde byl dočasně označen číslem 119. Dodávky všech vozů s pomocným bateriovým pohonem byly ukončeny v létě 2015.

### Celkový přehled
V letech 2013–2015 bylo vyrobeno celkem 73 vozů.
| Současný stát | Město | Článek | Roky dodávek | Počet vozů | Evidenční čísla při dodání | Poznámky                                | Zdroj  |
| ------------- | ----- | ------ | ------------ | ---------- | -------------------------- | --------------------------------------- | ------ |
| Turecko       | Konya | článek | 2013         | 2          | 4201, 4202                 |                                         | [ 10 ] |
| Turecko       | Konya | článek | 2014         | 58         | 4203–4260                  |                                         | [ 10 ] |
| Turecko       | Konya | článek | 2015         | 12         | 4261–4272                  | typ 28T2; s pomocným bateriovým pohonem | [ 11 ] |